# Zanabazar (dinozaur)

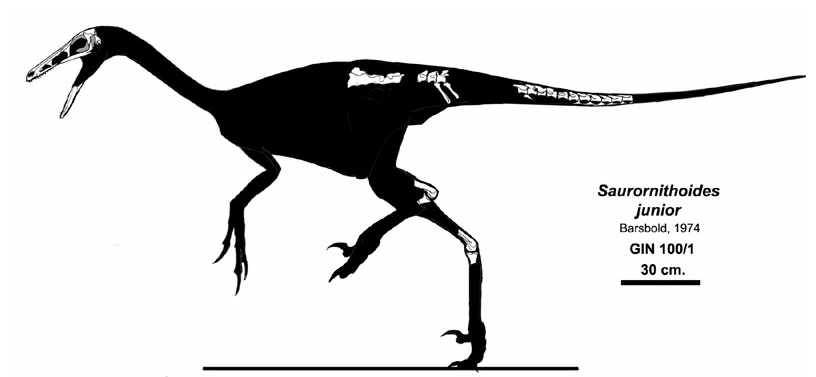
Rekonstrukcja szkieletu zanabazara, przedstawiająca znane kości na tle sylwetki ciała.

Zanabazar – rodzaj teropoda z rodziny troodontów (Troodontidae) żyjącego w późnej kredzie na terenie dzisiejszej Mongolii. Jego szczątki odnaleziono w datowanych na mastrycht osadach formacji Nemegt. Holotyp (IGM 100/1) obejmuje niemal kompletną czaszkę i fragmentaryczną żuchwę oraz sześć kręgów krzyżowych, jedenaście grzbietowych i kilka kości kończyn przednich. Zanabazar junior został opisany w 1974 roku przez Rinczena Barsbołda pod nazwą Saurornithoides junior, jednak Mark Norell i współpracownicy (2009) zdecydowali się ukuć dla S. junior nową nazwę rodzajową ze względu na różnice morfologiczne pomiędzy holotypem a gatunkiem typowym rodzaju Saurornithoides, S. mongoliensis, a przez to niepewny monofiletyzm rodzaju. Zanabazar jest jednym z największych znanych przedstawicieli Troodontidae – jedynie Troodon formosus dorastał do zbliżonych rozmiarów (osobniki żyjące na Alasce osiągały jednak prawdopodobnie dwukrotnie większe rozmiary niż troodony z Alberty i Montany i przypuszczalnie przerastały również zanabazara). Czaszka holotypu zanabazara mierzy 272 mm długości i jest najdłuższą znaną czaszką należącą do troodonta – mimo to puszka objętość puszki mózgowej wynosi 28 cm3 i jest mniejsza niż u troodona, u którego wynosi 45–49 cm3. W formacji Nemegt odkryto również szczątki dwóch innych troodontów: tochizaura i borogowii. Ponieważ są one znane z tych fragmentów szkieletu, których nie odnaleziono u zanabazara, Norell i współpracownicy nie wykluczyli, że niektóre z tych taksonów mogą okazać się synonimiczne. Nazwa rodzajowa Zanabazar honoruje Dzanabadzara (1635–1723), pierwszego dżawdzandambę Mongolii.